# 펑크 서브컬처
펑크 서브컬처(punk subculture) 또는 펑크 하위문화에는 다양하고 널리 알려진 음악, 이데올로기, 패션 및 기타 표현 형식, 시각 예술, 춤, 문학 및 영화가 포함된다. 반체제적 견해, 개인의 자유 증진, DIY 윤리를 특징으로 하는 이 문화는 펑크 록에서 유래되었다.
펑크 정신은 주로 부적합, 반권위주의, 반조합주의, DIY 윤리, 반소비주의, 반기업 탐욕, 직접행동 등으로 구성된다.
티셔츠, 가죽 자켓, 닥터 마틴 (신발) 부츠, 밝은 색 머리와 스파이크 모호크 등의 헤어스타일, 화장품, 문신, 주얼리, 신체 개조 등 다양한 펑크 패션이 있다. 하드코어 장면의 여성들은 일반적으로 남성적인 것으로 분류되는 옷을 입었다.
펑크 미학은 펑크가 즐기는 예술 유형을 결정하는데, 이는 일반적으로 언더그라운드, 미니멀리스트, 상징파괴적, 풍자적인 감성을 가지고 있다. 펑크는 상당한 양의 시와 산문을 탄생시켰으며, 진 형태의 자체 지하 언론을 보유하고 있다. 펑크를 주제로 한 영화가 많이 제작되었다.

## 같이 보기
- 아트 펑크
- 하드코어 펑크
- 하드코어 펑크 하위 장르 목록
- 펑크 패션
- 펑크 록